# 嘗羌
尝羌（?—?），西汉汉武帝时期云南滇国的国王，是先秦時期楚國將領莊蹻的后代。
莊蹺是楚莊王的後裔，初擔任唐蔑的部將，垂沙之戰唐蔑被齊國匡章擊敗而陣亡，莊蹺率眾造反，曾攻取楚國首都郢（今湖北省荊州市北），後又歸順楚國。後莊蹺奉命攻打夜郎，一直到滇池（今雲南省昆明市一帶）。但前277年楚國巴郡、黔中再次被秦國攻占，莊蹺無法歸楚，也不願投降秦兵，於是自立為滇王，歷代相傳，直到尝羌。
汉武帝派使者王然于、柏始昌、吕越人到西南夷探索到身毒的道路，使臣抵达滇国，尝羌将他们留下，另派人找寻道路，没有找到。尝羌问汉使：“汉孰与我大？”与夜郎侯问的一样。汉武帝灭南越后，灭且兰、邛君、筰侯，厓駹、夜郎降汉。汉朝以且兰为牂柯郡，邛都为越巂郡，筰都为沈黎郡，厓駹为汶山郡。滇国东北与滇王同姓的小国劳洸和靡莫侵扰汉朝边境，元封二年（前109年），汉朝灭劳洸、靡莫。尝羌主动内附汉朝，汉朝在滇国设立益州郡，赐滇王“滇王之印”。《滇国史》认为，墓中有滇王金印的M6墓主就是尝羌。